# Sophie Charlotte (attrice)
Sophie Charlotte Wolf Silva (Amburgo, 29 aprile 1989) è un'attrice e ballerina brasiliana con cittadinanza tedesca.

## Biografia
Nata ad Amburgo, è figlia del parrucchiere brasiliano José Mário da Silva, e della biologa tedesca Renate Elisabeth Charlotte Wolf. Ha un fratello di nome Angelo da Silva. I suoi genitori si incontrarono e si sposarono in Germania quando il padre stava frequentandovi un corso professionale per poter diventare parrucchiere. Sophie è anche una ballerina, diplomata in danza classica, jazz e tip tap.

## Filmografia

### Cinema
- Serra Pelada, regia di Heitor Dhalia (2013)
- Reza a Lenda, regia di Homero Olivetto (2016)
- Tamo Junto, regia di Matheus Souza e Pedro Cadore (2016)
- Barata Ribeiro, 716, regia di Domingos de Oliveira (2016)
- Um Animal Amarelo, regia di Felipe Bragança (2020)
- Island City, regia di Sergio Machado (2022)
- The Killer, regia di David Fincher (2023)

### Televisione
- Sítio do Picapau Amarelo – serial TV, 4 episodi (2006)
- Pagine di vita (Páginas da Vida) – serial TV, 24 episodi (2006)
- Malhação – serial TV, 324 episodi (2007-2008)
- Caras & Bocas – serial TV, 172 episodi (2009-2010)
- Ti Ti Ti – serial TV, 23 episodi (2010-2011)
- Fina estampa – serial TV, 36 episodi (2011-2012)
- As Brasileiras – serial TV, 1 episodio (2012)
- Sangue Bom – serial TV, 161 episodi (2013)
- O Rebu – serial TV, 36 episodi (2014)
- Babilônia – serial TV, 18 episodi (2015)
- Os Dias Eram Assim – serial TV, 87 episodi (2017)
- Ilha de Ferro – serial TV, 14 episodi (2018-2019)
- Todas as Mulheres do Mundo – serial TV, 12 episodi (2020)
- Passaporto per la libertà (Passaporte para Liberdade), regia di Jayme Monjardim - miniserie TV (2021)
- Todas as Flores – serial TV, 45 episodi (2022)